# Lopar

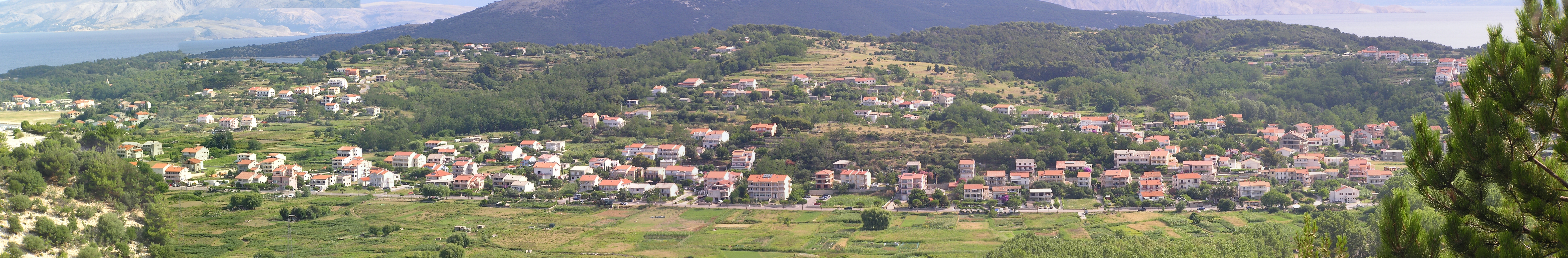
Lopar

Lopar je nejsevernější turistické letovisko a opčina na chorvatském ostrově Rab. V roce 2001 zde žilo 1 524 obyvatel. Součástí občiny jsou i neobydlené ostrovy Goli otok a Sveti Grgur.
Lopar je trajektem spojen s vesnicí Valbiska na ostrově Krk.
Podle legendy z vesnice pocházel svatý Marinus, podle kterého je zde i pojmenován kemp. Nedaleko zadního východu kempu San Marino začíná naučná stezka Loparský kras popisující na malé ploše mnoho krasových jevů včetně jeskyně Jamina (jeskyně s prolomeným stropem a jezírkem sladké vody). V Loparu se nachází celkem 22 písečných pláží, z nichž největší a nejznámější je 1,5 km dlouhá Rajska plaža.